# Hardebergasandsten

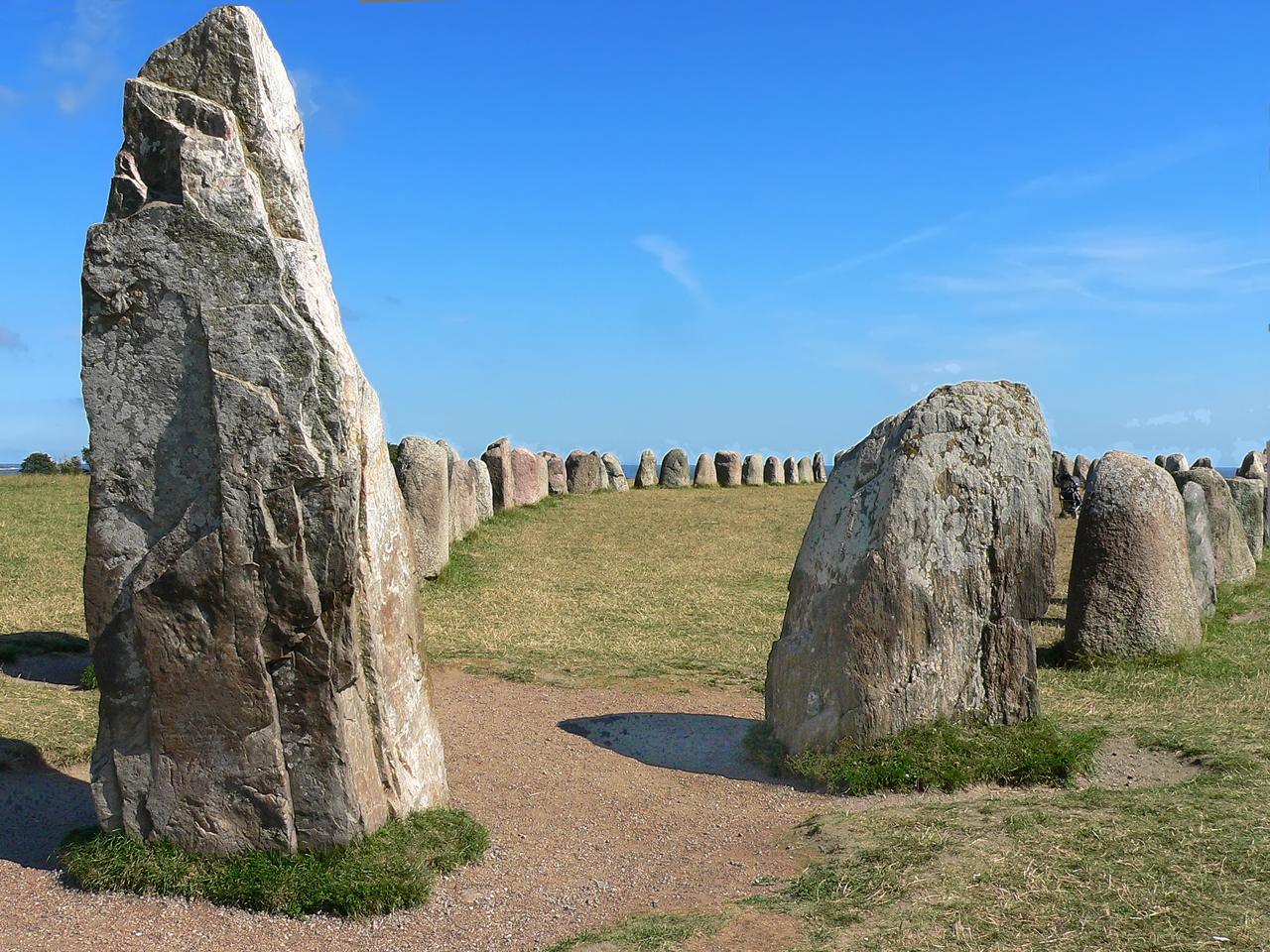
Stävsten i Hardebergasandsten i Ales stenar i Kåseberga

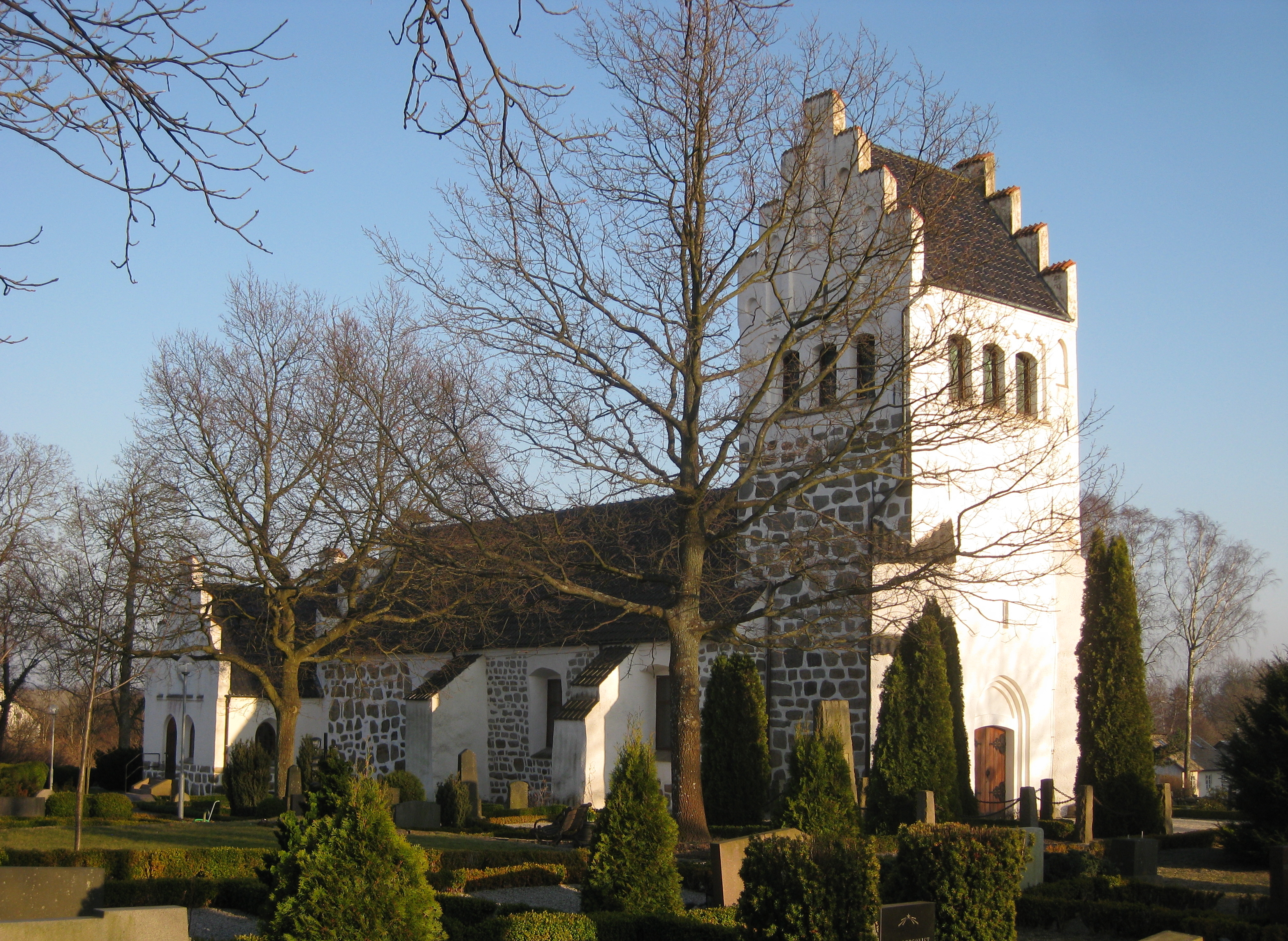
Hardeberga kyrka, uppförd i hardebergasandsten

Hardebergasandsten, eller Balkasandsten, är en i bland annat  Hardeberga förekommande, till äldre kambrium hörande sandsten, i sina nedre delar vit och kvartsitisk samt i de övre gråaktig och mera finkornig.
Den innehåller inga lämningar av fossil men visar dock spår av organismer, dels krypspår, dels boningsspår av i sanden boende djur. Benämningen Hardebergasandsten användes som geologisk benämning för den nedre delen av den underkambriska sandstenen i såväl sydöstra som västra och nordvästra Skåne samt vid Balka och Snogebæk söder om Nexø på Bornholm.
Hardeberga kyrka är uppförd av hardebergasandsten, murad med mindre stenar i den äldre delen, och i större stenar under senmedeltid. Vid en arkeologisk undersökning har man funnit att Lundagårdshuset i Lund från 1570-talet är byggt på fundamentet av en mur i hardebergasandsten från ett äldre hus. Medan de flesta stenarna i skeppssättningen Ales stenar är av granit, är stävstenarna och altarstenen av hardebergasandsten.
Vid Blinkarp i Svalövs kommun finns en stor bergsdrumlin av hardebergasandsten, vars strömlinjeform har uppkommit genom inlandsisens eroderande verkan.
Sydsten AB har en sandstenstäkt söder om Hardeberga, där det bryts hardebergasandsten för ballast.